# 凹関数
数学における凹関数（おうかんすう、英: concave function）とは、その符号反転が凸関数となるようなものを言う。凹関数の同義語として、函数が下に凹、下方凹または上に凸、上方凸などがある。

## 定義

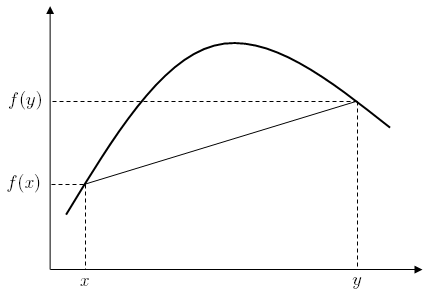
凹関数のグラフ

区間（あるいはより一般に、ベクトル空間内の凸集合）で定義された実数値関数 f が凹であるとは、f が区間内の任意の x, y, および区間 [0, 1] 内の任意の実数 α について不等式
{\displaystyle f((1-\alpha )x+\alpha y)\geq (1-\alpha )f(x)+\alpha f(y)}
を満たしていることをいう。また狭義凹であるとは、不等式
{\displaystyle f((1-\alpha )x+\alpha y)>(1-\alpha )f(x)+\alpha f(y)}
を満たすことをいう。ただし α ∈ (0, 1) は任意、x ≠ y とする。実関数 f: R → R に対してはこの定義は単純に、x と y の間の任意の z に対する f のグラフ上の点 (z, f(z)) が (x, f(x)) と (y, f(y)) を結ぶ直線よりも上の位置にきていることを言っているのに過ぎない。関数 f の上方位集合 {\displaystyle S(a)=\{x:f(x)\geq a\}} が凸集合であるとき、その関数は準凹関数と呼ばれる:496。

## 性質
- 与えられた関数 f が適当な凸集合内で凹であるための必要十分条件は、同じ集合内で関数 −f が凸関数となることである。
- 微分可能関数 f が与えられた区間において凹となるための必定十分条件は、その導関数 f′ がその区間において単調非増大となること、すなわち f″ < 0 を満たすことである。凹函数はその傾きが常に減少する。
- 凸性が（凸と凹の間で）入れ替わる点は変曲点と呼ばれる。
- 二つの凹関数の（点ごとの）和はそれ自身ひとつの凹函数となる。また二つの凹関数の点ごとに大きくないほうの値をとって得られる函数もやはり凹函数である。すなわち、与えられた領域上定義された凹函数全体の成す集合は半体（英語版）を成す。
- 任意の関数は、その定義域の内部にある極大値点の近くにおいて、凹でなければならない。このことの部分的な逆として、狭義凹函数の導函数が適当な点において 0 となるならば、その点は極大値点である。
- 函数 f が二回微分可能であるとき、f が凹であることの必要十分条件は f″ が非正（加速度が非正）となることである。より強く、二階導関数が負となるならば狭義凹になるが、逆は正しくない（反例として f(x) = −x4 を考えよ）。
- 凹関数の任意の極大値は最大値でもある。狭義凹関数は高々ひとつの最大値を持つ。
- f が凹関数かつ微分可能であるとき、f は、f の1次のテイラー近似で上から抑えられる[6]:489：
{\displaystyle f(y)\leq f(x)+f'(x)[y-x].}
- ガウス平面 C 上の連続関数が凹であるための必要十分条件は C の任意の元 x, y について以下の不等式が成り立つことである。
{\displaystyle f\!\left({\frac {x+y}{2}}\right)\geq {\frac {f(x)+f(y)}{2}}.}
- 関数 f が凹であり、f(0) ≥ 0 であるとき、f は劣加法性を持つ。証明は以下の通り。
f が凹であるから、y = 0 とおくと、f(tx) = f(tx + (1 − t) ⋅ 0) ≥ tf(x) + (1 − t)f(0) ≥ tf(x) となる。したがって
{\displaystyle f(a)+f(b)=f\left((a+b){\frac {a}{a+b}}\right)+f\left((a+b){\frac {b}{a+b}}\right)\geq {\frac {a}{a+b}}f(a+b)+{\frac {b}{a+b}}f(a+b)=f(a+b).}

## 例
- 関数 {\displaystyle f(x)=-x^{2}} および {\displaystyle g(x)={\sqrt {x}}} はそれぞれの定義域において凹である。実際これらの二階導関数 {\displaystyle f''(x)=-2} および {\displaystyle g''(x)=-{\frac {1}{4x^{1.5}}}} は常に負である。
- 対数関数 {\displaystyle f(x)=\log {x}} は定義域 {\displaystyle (0,\infty )} 上で凹である。実際、 f(x) の導関数 1/x はその区間上狭義単調減少である。
- 任意の一次函数 f(x) = ax + b は凹かつ凸だが、狭義凹でも狭義凸でもない。
- 正弦関数は区間 [0, π] で凹関数である。
- 関数 {\displaystyle f(B)=\log |B|} は凹関数である。ただし |B| は非負定値行列 B の行列式である[7]。
- 光線の屈折の計算（英語版）に、関数の凹性が用いられている。